# Chaise (Fahrgeschäft)

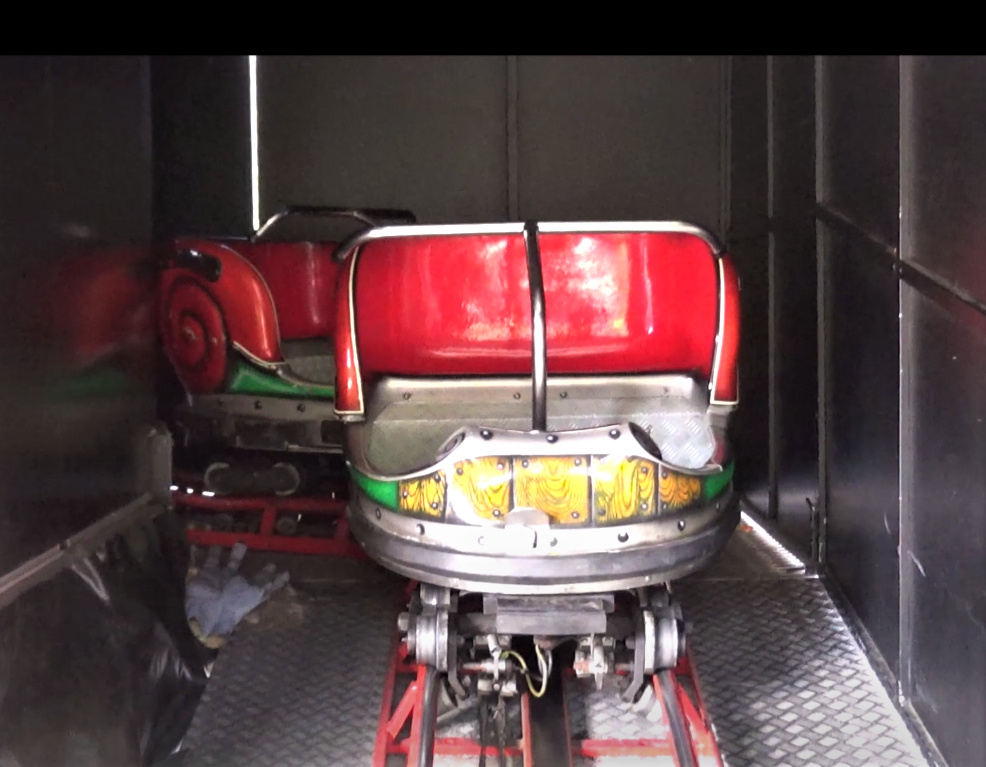
Geisterbahn-Chaise mit gut sichtbarem Antrieb

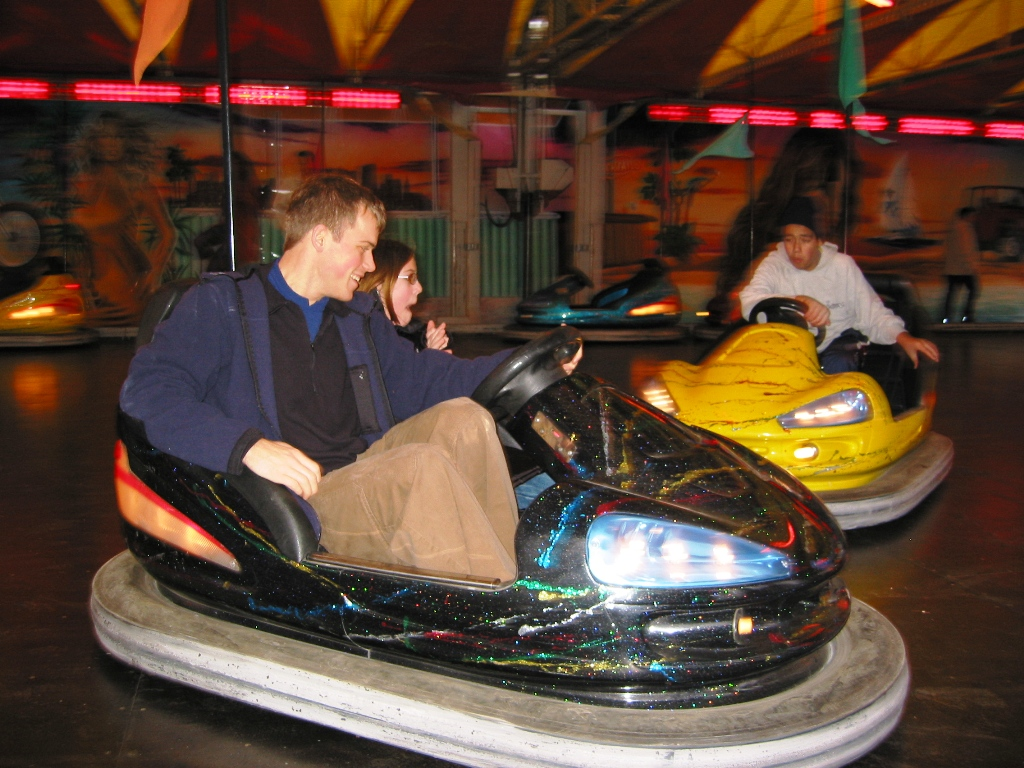
Eine Autoscooter-Chaise („Bumper-Car“)

Als Chaise (Aussprache: ʃɛːz; von frz. chaise, zu dt. „Stuhl“, „Sänfte“) bezeichnet man auf Jahrmärkten und in Vergnügungsparks kleine, mobile Sitzwagen, die auf und durch verschiedenste Fahrgeschäfte fahren. Chaisen sind besonders von Autoscootern, Geisterbahnen und Karussells bekannt.

## Definition
Normalerweise werden alle Sitzwagen in Fahrgeschäften und auf Karussells als „Chaisen“ bezeichnet, die mobil und bodenständig sind und deren Wagen eindeutig voneinander abgegrenzt sind. Nur selten werden auch auf Bodenplatten befestigte Sitzgelegenheiten als „Chaise“ bezeichnet. Wenn die Sitze herabhängen oder an Greifarmen befestigt sind, gelten sie nicht mehr als „Chaisen“, sondern als Gondeln. Chaisen sind meistens Einzelwagen, es können aber auch Wagengruppen (meist zu dritt oder zu viert) sein. Allgemein sind sie Zweisitzer; aber auch Viersitzer sind beliebt. Das Grunddesign sowie der technische Aufbau der Chaisen ahmt jene real existierender Fahrzeuge nach, so besonders Autos, Waggons und Loren. Den Fahrgästen soll dabei das Gefühl der freien Beweglichkeit und Unabhängigkeit vermittelt werden. Das funktioniert bei den Chaisen der Autoscooter besonders gut, weil der Fahrgast das Vehikel selber steuern kann. Das hat nicht nur gegenseitige Touchierungen, sondern auch Karambolagen bis hin zu (nicht ungefährlichen) ungebremsten Frontalauffahraktionen zur Folge, weshalb die Bumper-Cars rundum durch sehr dicke Gummipolsterungen einigermaßen geschützt sind.

## Technische Details
Klassische Chaisen werden elektrisch betrieben. Entweder werden sie über eine lange, antennenähnliche Verbindung zu stromführenden Drahtgittern über den Fahrgästen gespeist (so zum Beispiel bei Autoscootern) oder über eine stromführende Schiene (zum Beispiel bei Geisterbahnen). Die Wagen der Autoscooter (umgangssprachlich auch „Bumper-Cars“ oder „Flitzer“ genannt) können mit einem Pedal zu jeder Zeit auf Wunsch in Bewegung gesetzt oder angehalten werden. Ein eigenes Lenkrad erlaubt es dem Fahrgast, die Chaise beliebig in jede erdenkliche Richtung zu steuern. Die Wagen fahren dann auf einer großen freien Fläche. Die Chaisen von Geisterbahnen hingegen fahren auf fest vorgegebenen Schienenstrecken. Bei Geisterbahnen finden sich dort, wo die Wagen losfahren oder anhalten (also in der Ein- und Ausstiegszone), stromlose Schienenabschnitte. Im Einstiegsbereich hat das den Sinn, dass ein Angestellter per Knopfdruck den vordersten Wagen jederzeit unabhängig in Bewegung setzen kann. Im Ausstiegsbereich hingegen sollen stromlose Schienenabschnitte verhindern, dass die Wagen ungebremst ineinander auffahren. Die restliche Schienenstrecke steht während der Betriebszeit des Fahrgeschäfts ununterbrochen unter Strom. Bei einigen wenigen klassischen Karussells sind die Chaisen auf Bodenplatten montiert und werden mit dieser vorwärts bewegt.